# New York State Canal System
Le New York State Canal System (en français : Système de canaux de l'État de New York), anciennement connu sous le nom de New York State Barge Canal) est le successeur du regroupement du canal Érié et d'autres canaux de New York. Actuellement, ce système de canaux de 525 milles (845 km) est composé du canal Érié, du canal Oswego, du canal Cayuga-Seneca et du canal Champlain. 
- Le canal Érié relie l'Hudson au lac Érié.
- Le canal Cayuga-Seneca relie le lac Seneca et le lac Cayuga au canal Érié.
- Le canal Oswego relie le canal Érié au lac Ontario.
- Le canal Champlain relie l'Hudson au lac Champlain.

Le 15 octobre 2014, le système a été répertorié en tant que district historique national dans son intégralité sur le registre national des lieux historiques et le 21 décembre 2016, il a été désigné National Historic Landmark.

## Historique
En 1903, la législature de l'État de New York autorisa la construction du New York State Barge Canal comme l'amélioration des canaux Érié, Oswego, Champlain et Cayuga et Seneca ». Il a été construit entre 1905 et 1918 pour un coût de 96,7 millions de dollars. Il a ouvert au trafic le 15 mai 1918. Le nouveau tracé du canal a profité des rivières (telles que la rivière Mohawk, la rivière Oswego, la rivière Seneca, la rivière Genesee et la rivière Clyde) que les constructeurs originaux du canal Érié avaient évités, contournant ainsi certaines grandes villes autrefois sur la route, comme Syracuse et Rochester. 
Le canal est préservé principalement à des fins historiques et récréatives. Aujourd'hui, très peu de navires commerciaux empruntent le canal ; il est principalement utilisé par les bateaux de plaisance privés, même s'il sert également de moyen de contrôle des crues. Le dernier navire commercial régulier opérant sur le canal était le Day Peckinpaugh, qui a cessé ses activités en 1994.
Aujourd'hui, les canaux du système ont une profondeur de 12 pieds (3,7 m) et une largeur de 120 pieds (37 m), avec 57 écluses à commande électrique, et peuvent accueillir des navires jusqu'à 2.000 tonnes. Le système de canaux est ouvert à la navigation généralement du 1er mai au 15 novembre. Le paiement d'une redevance pour un permis est requis pour traverser les écluses et les ponts levants avec des embarcations motorisées.
En 2004, la New York State Canal Corporation (en) a signalé un total de 122.034 passages d'écluses des navires de plaisance, 8.514 passages écluses de bateaux d'excursion et 7.369 passages d'écluses de bateaux de location, et un total de 12.182 tonnes de marchandises d'une valeur d'environ 102 millions de dollars ont été expédiées sur le canal. En 2012, le volume de fret annuel du système a atteint 42.000 tonnes.
Dès février 1914, Jean Leclerc de Pulligny, ingénieur en chef des ponts et chaussées en mission sur place, rend compte dans les annales des ponts et chaussées de la construction du Barge Canal, ouvrage qu'il compare par son ampleur au canal de Panama.

## Galerie

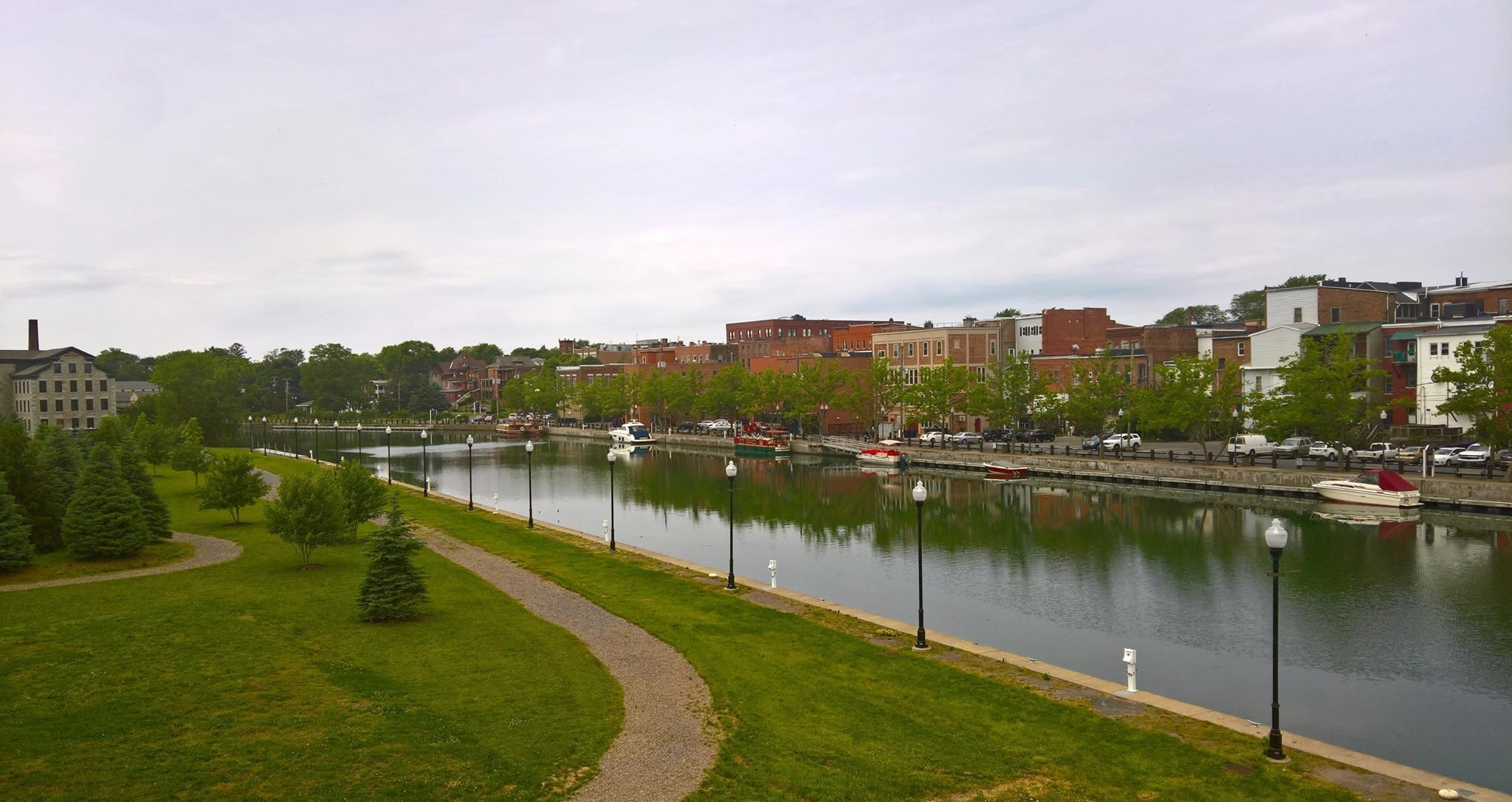
Canal Cayuga-Seneca
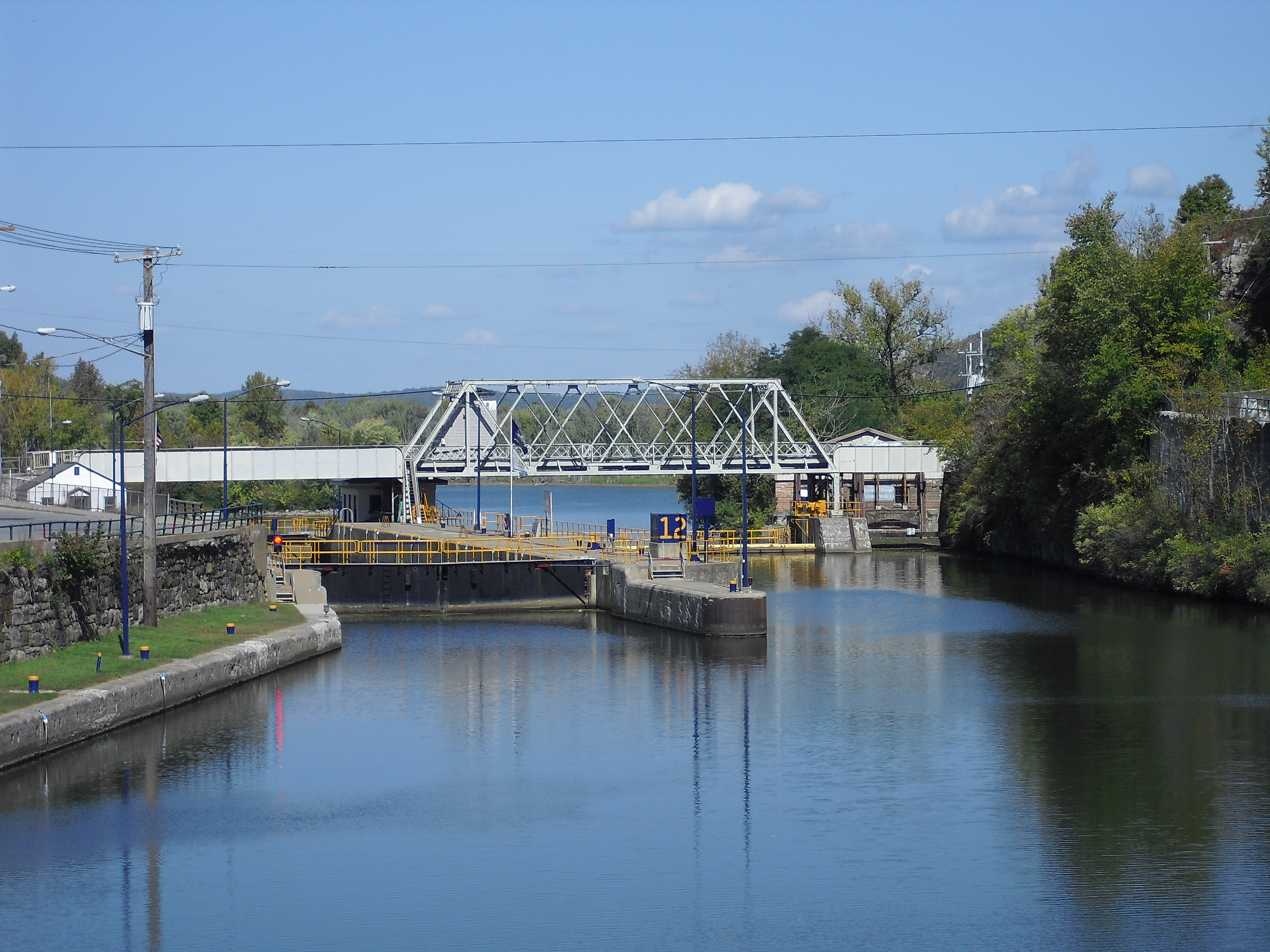
Ecluse n°12 du canal Champlain
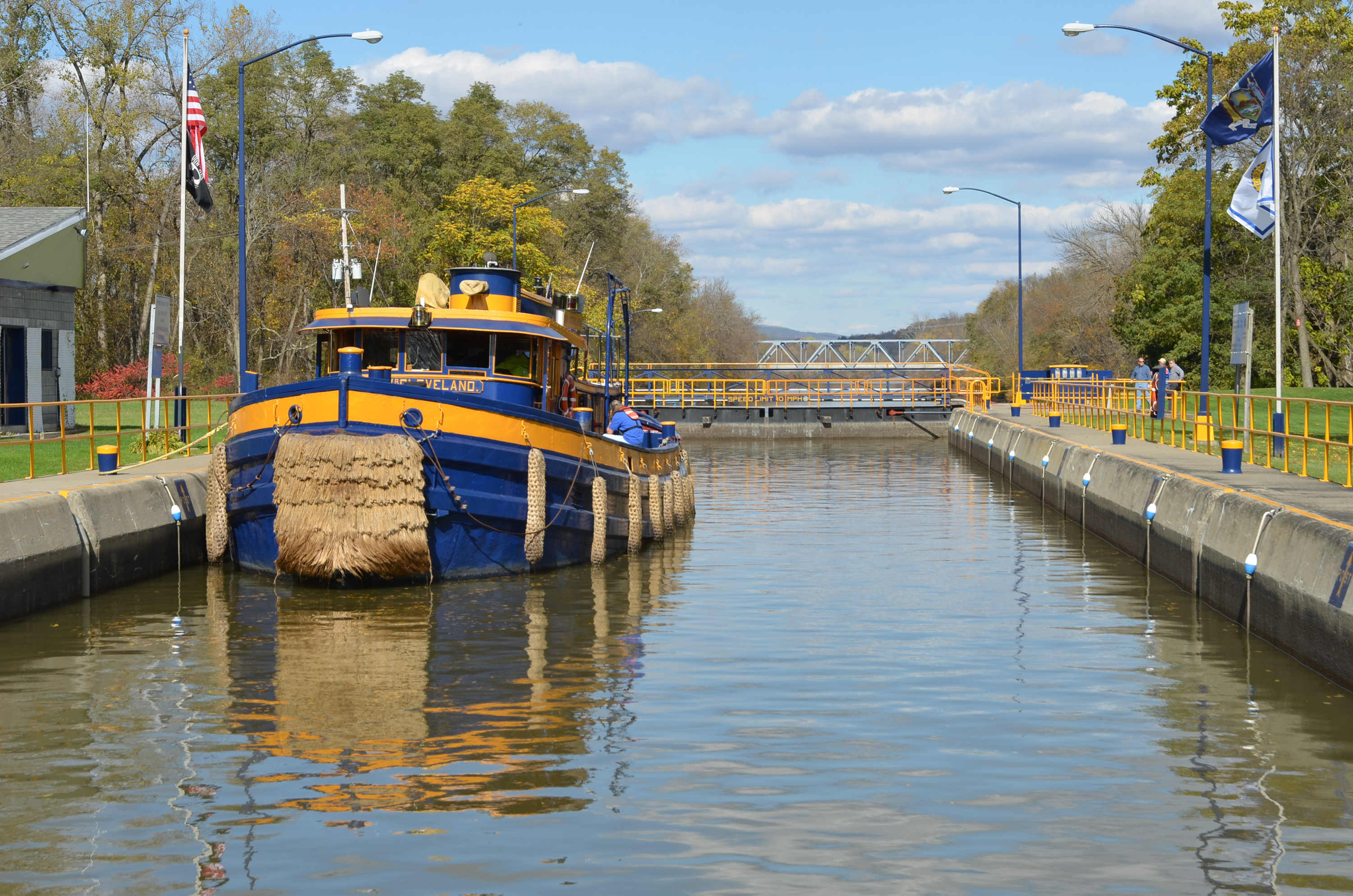
Ecluse n°33 du canal Erie